# Astrochelys yniphora
Astrochelys yniphora är en sköldpaddsart som beskrevs av den franske zoologen Vaillant 1885. Astrochelys yniphora ingår i släktet Astrochelys och familjen landsköldpaddor. IUCN kategoriserar arten globalt som akut hotad. Inga underarter finns listade.
Arten förekommer endemisk på nordvästra Madagaskar.

## Bildgalleri

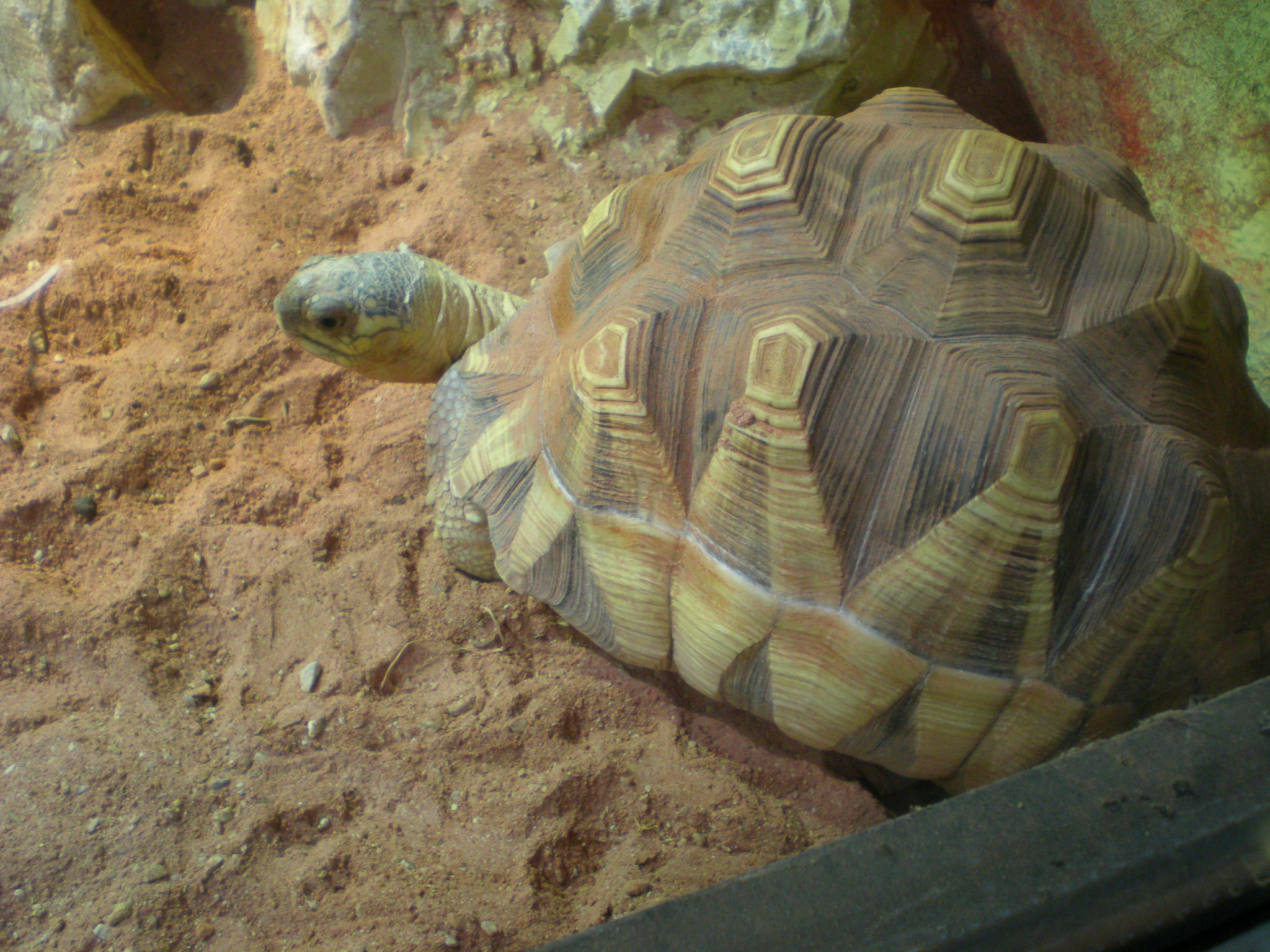
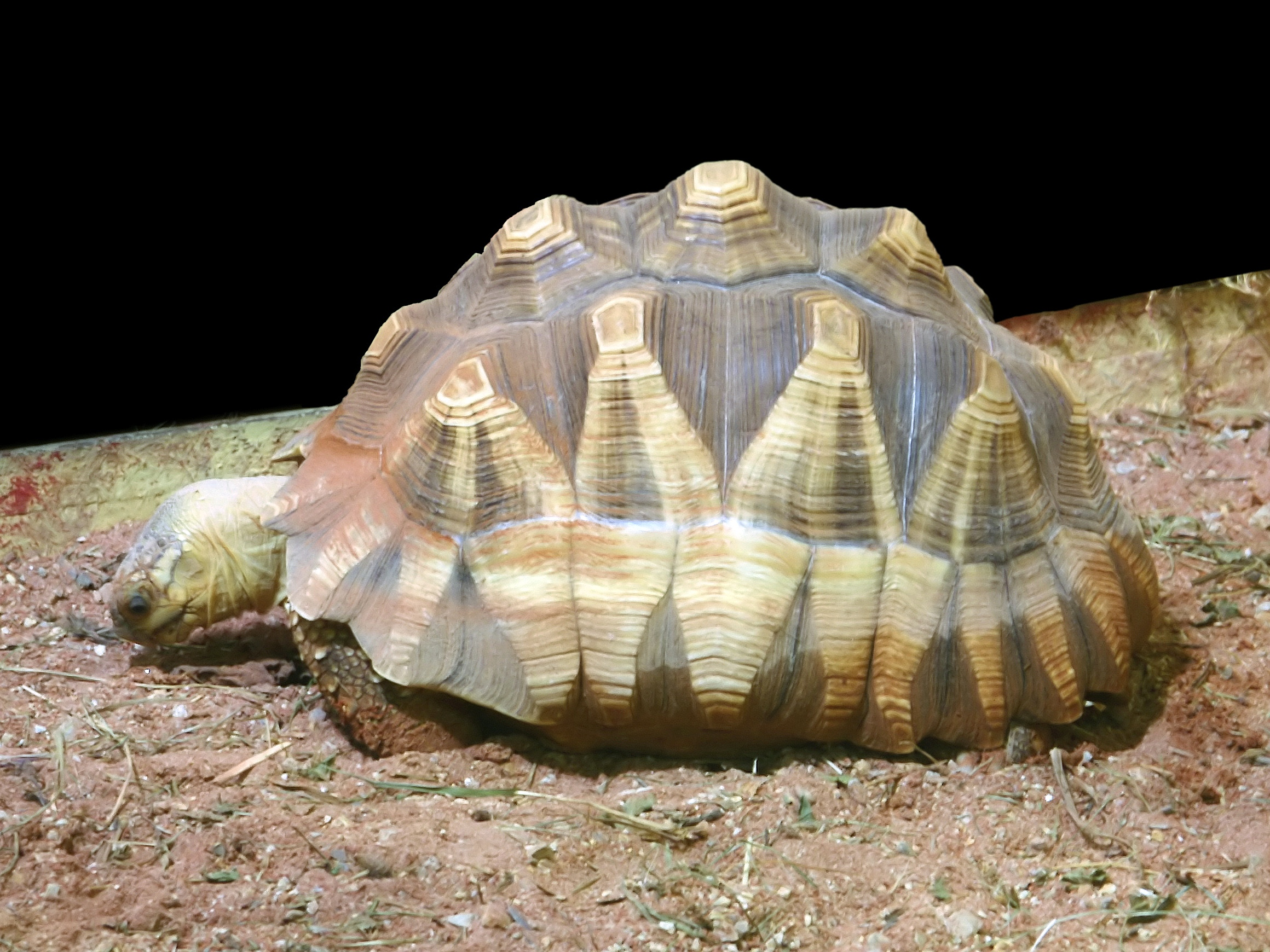
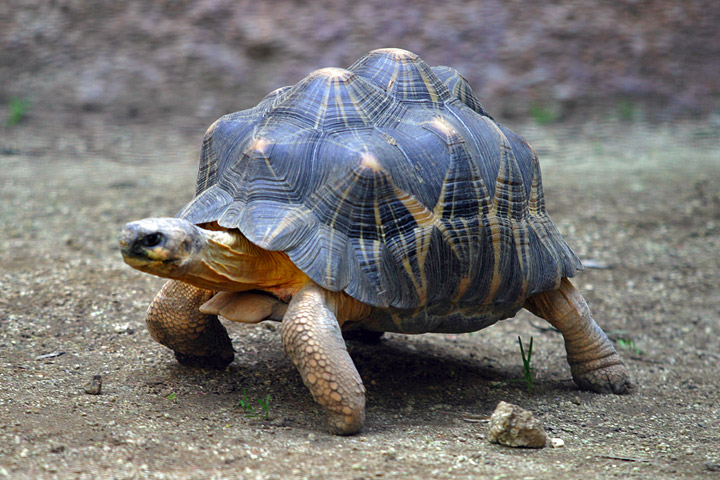